# Mjesec dana na selu (predstava)
Predstava Mjesec dana na selu Ivana Sergejeviča Turgenjeva u režiji Paola Magellia kultna je predstava Gradskog dramskog kazališta Gavella te jedna od najigranijih i najnagrađivanijih predstava tog kazališta u povijesti koja je u 13 sezona igranja odigrana 135 puta. Predstava je osvojila prestižnu Nagradu hrvatskog glumišta za najbolju predstavu u cjelini 1998. godine. 
S predstavom Mjesec dana na selu GDK Gavella obišlo je brojne domaće i strane kazališne festivale, promovirajući hrvatsko kazalište. Predstava je premijerno odigrana 7. siječnja 1998. godine. 

## Autorski tim
Prijevod: Vladimir Gerić

Redatelj: Paolo Magelli

Dramaturginja: Željka Udovičić

Suradnica redatelja: Alena Slunečkova

Scenograf: Miljenko Sekulić

Kostimografi: Leo Kulaš, Svetlana Vizintin

Suradnik za pokret: Snježana Abramović

Postav šminke i frizure: Veno Mach

Oblikovanje rasvjete: Olivije Marečić

Glazba: I. Appelt, D.Šostaković, B. Okudžava, Khaled

Asistentica dramaturga: Nina Skorup

Fotografije predstave: Vladimira Spindler

Igraju:

Arkadij: Branko Meničanin

Natalia Petrovna: Anja Šovagović Despot

Kolja: Bruno Dobrota

Vjeročka: Ivana Bolanča

Ana Semjonovna: Inge Appelt

Lizaveta Bogdanovna: Ksenija Pajić

Schaff: Dražen Kühn

Mihajl Aleksandrič: Boris Svrtan

Aleksej Nikolajič: Goran Navojec

Afanasij: Sreten Mokrović

Ignatij Iljič: Goran Grgić

Matvej: Filip Šovagović

Katja: Barbara Nola

## Nagrade
Nagrada hrvatskog glumišta, 1998.

- najbolja predstava u cjelini

- najbolje redateljsko ostvarenje: Paolo Magelli

- najbolju sporedna mušku uloga: Sreten Mokrović

22. Dani satire, 1998.

- Zlatni smijeh, Velika nagrada Večernjeg lista za najbolju predstavu u cjelini

- Zlatni smijeh za najbolju dramaturgiju: Željka Udovičić

- Zlatni smijeh za najbolju ulogu: Anja Šovagović Despot

- Zlatni smijeh za najbolju ulogu: Boris Svrtan

- Zlatni smijeh za najbolju ulogu: Goran Grgić

MESS, Sarajevo, 1998.

- Zlatni lovorov vijenac za najboljeg glumca: Goran Grgić